# A sziget foglya
Az A sziget foglya (eredeti címe: La veuve de Saint-Pierre) 2000-ben bemutatott kanadai-francia filmdráma, amelyet Patrice Leconte rendezett. A forgatókönyvet Leconte és Claude Faraldo készítette. A produkció főbb szerepeiben Juliette Binoche, Daniel Auteuil és Emir Kusturica. Franciaországban 2000. április 19-én mutatták be a filmet, míg Kanadában a Torontói Nemzetközi Filmfesztiválon debütált szeptember 14-én. Magyarországon 2001. május 10-én volt látható a mozikban. Két César- és egy Golden Globe-díjra jelölték.

## Cselekmény
1850-ben Néel Auguste Saint-Pierre-ben várja kivégzését, mert gyilkosságot követett el. Az Új-Fundland előtt fekvő kis francia szigeten azonban sem guillotine, sem hóhér nincs. Madame La, a kapitány felesége megszánja Néelt, és gondoskodik róla. Néel ápolja Madame La növényeit, és üvegházat épít a börtön udvarán. Miután megengedik neki, hogy napközben kimenjen a börtönből, mindenféle segédmunkával népszerűvé teszi magát a szigeten Madame La társaként. A kőszívű, elítélt gyilkos képe megváltozik a virágokat gondozó és olvasni tanuló férfira.
A kormányzó és a sziget méltóságai azonban többször is megpróbálják rábeszélni a kapitányt, hogy börtönözze be az elítéltet, és tartsa be szigorúbban a törvényt. A kapitány ellenáll a követeléseknek. Több hónap elteltével végül egy leszerelt guillotine érkezik hajóval Martinique szigetéről. Egy új lakos anyagi ösztönzés mellett hajlandó átvenni a hóhér tisztségét. Mivel Néel teherbe ejtett egy szigetlakót, és pénzre van szüksége, evezősnek szerződteti magát, hogy másokkal együtt bevontassa a hajót a sziget kikötőjébe. Néel visszautasítja Madame La ajánlatát, hogy Új-Fundlandra szökjön.
A kapitány megtagadja, hogy katonai védelmet biztosítson a kormányzónak az esetleges kivégzéshez. Egy francia hadihajó megérkezése után a kapitányt felmentik tisztségéből, és lázadással vádolják. Feleségével együtt elhagyja a szigetet a hadihajón. Néelt a hóhér lefejezi, majd a hóhér rejtélyes körülmények között eltűnik a szigetről. A kapitányt a hadibíróság kivégzőosztag általi halálra ítéli és kivégzik. Madame La özvegyen marad.

## Szereplők
| Szerep                         | Színész              | Magyar hangja   |
| ------------------------------ | -------------------- | --------------- |
| Madame La                      | Juliette Binoche     | Ráckevei Anna   |
| Jean, a kapitány               | Daniel Auteuil       | Szakácsi Sándor |
| Ariel Néel Auguste             | Emir Kusturica       | Csuja Imre      |
| a kormányzó                    | Michel Duchaussoy    | Tolnai Miklós   |
| tengerészeti biztos, komisszár | Christian Charmetant | Jakab Csaba     |
| Venot elnök                    | Philippe Magnan      | Nagy Gábor      |
| fővámtiszt                     | Philippe Du Janerand | Orosz István    |
| Louis Ollivier                 | Reynald Bouchard     | Pálfai Péter    |
| Loïc, katona                   | Marc Beland          | n.a             |
| Monsieur Chevassus             | Ghyslain Tremblay    | Csuha Lajos     |
| ellentengernagy                | Yves Jacques         | Szokolay Ottó   |
| a kormányzó apja               | Maurice Chevit       | Horkai János    |
| La Malvilain                   | Catherine Lascault   | n.a             |
| a hajórészvényes               | Dominique Quesnel    | n.a             |
| a kormányzó felesége           | Anne-Marie Philipe   | Götz Anna       |
| Venot elnök felesége           | Isabelle Spade       | Vándor Éva      |
| a kormányzó lánya              | Arianne Mallet       | Czető Zsanett   |
| a kormányzó fia                | Julián Gutiérrez     | Bíró Attila     |
| Adrienne                       | Sylvie Moreau        | Báthory Orsolya |
| Madame Chevassus               | Marianne C. Miron    | n.a             |
| a pap                          | Jean-Paul Rouvray    | Koncz István    |

## Fogadtatás

### Kritikai visszhang
A film kiváló értékeléseket kapott. A Rotten Tomatoeson 91%-os minősítést ért el 76 értékelés alapján, az összefoglaló szerint: „A kritikusokat lenyűgözte A St. Pierre-i özvegy bámulatos története és gyönyörű operatőri munkája.” Rita Kempley a Washington Poston „lebilincselő kanadai-francia drámaként” jellemezte a produkciót. Jay Carr a Boston Globe-on úgy nyilatkozott: „Nagyszerű, sötét, súlyos és komoly darabja az első osztályú mozinak.” Roger Ebert szerint a film „gyönyörű és megrázó”.
A MetaCritic 73 pontot adott a 100-ból 27 vélemény alapján. Lisa Schwarzbaum az Entertainment Weekly-től azt írta: „Leconte szemének finom szelektivitása, ahogyan nagyszerű kontrollal mozog gesztusról gesztusra, az előadások fegyelmezett intenzitásával párosul.” Michael Wilmington a Chicago Tribune-től azt írta: „Egy nagy irodalmi mű rezonanciájával, ékesszólásával és formai szigorával rendelkezik.” Shawn Levy a Portland Oregoniantól azt írta: „Már csak Leconte neve miatt is érdemes megnézni a filmet.”

### Bevételi adatok
A Box Office Mojo szerint a film 7,1 millió dolláros bevételt ért el, a költségvetésről nincs információ.

## Fontosabb díjak és jelölések
| Esemény               | Díj              | Kategória                               | Eredmény |
| --------------------- | ---------------- | --------------------------------------- | -------- |
| 2001-es César-gála    | César-díj        | Legjobb színésznő – Juliette Binoche    | Jelölve  |
| 2001-es César-gála    | César-díj        | Legjobb mellékszereplő – Emir Kusturica | Jelölve  |
| 58. Golden Globe-gála | Golden Globe-díj | Legjobb idegen nyelvű film              | Jelölve  |